# Ren Zhiqiang
Ren Zhiqiang (chiń. 任志强; ur. 8 marca 1951) – chiński były potentat nieruchomości, członek Komunistycznej Partii Chin oraz bloger serwisu Sina Weibo z ponad 37 milionami obserwujących. Znany jest z otwartej krytyki partii. Zaginął 12 marca 2020 r. po tym, jak skrytykował sekretarza generalnego Komunistycznej Partii Xi Jinpinga za reakcję Chin na pandemię koronawirusa w latach 2019–2020. 7 kwietnia Centralna Komisja ds. Kontroli Dyscypliny ogłosiła, że Ren jest przetrzymywany przez władzę po tym jak został oskarżony o „poważne naruszenia prawa i dyscypliny”. We wrześniu tego roku został skazany na 18 lat więzienia.